# Пирожков, Михаил Васильевич
Михаи́л Васи́льевич Пирожко́в (26 октября 1867, Смоленск — 20 июня 1927, Ленинград) — российский издатель, книготорговец, автор книг, переводчик, педагог. Наиболее известен, как издатель книг общедемократического направления. Переводчик и первый в России издатель ряда книг Марии Кюри, Дэвида Юма и других.

## Биография
Родился в семье мещанина, сына бельского купца второй гильдии.
В 1885 году закончил Смоленскую классическую гимназию, в июле того же года он был принят на первый курс медицинского факультета Московского университета. В 1886 году перевелся на 1 семестр математического отделения физико-математического факультета Петербургского императорского университета, которое окончил в 1895 году с дипломом первой степени. С 1895 по 1905 год служил преподавателем математики в Петербургской Десятой (мужской) гимназии.
Летом 1898 года вышла его первая книга. Это была «Арифметика иррациональных чисел», написанная на основе теории молодого ученого Маркова В. А. В 1900 г. — за авторством Пирожкова «Дополнительные статьи по алгебре», «Алгебра» Бертрана и Гарсе, «Прямолинейная тригонометрия» Жозефа Альфреда Серре (1902 г.), все в переводе Пирожкова. Летом 1902 года издал «Немецкую книгу для чтения для старших классов средних учебных заведений» И. Ф. Вейерта под маркой «Издание М. В. Пирожкова». Первый читательский успех Пирожкову принесло издание «Исследования человеческого разумения» Дэвида Юма, изданное впервые на русском языке. Книготорговая деятельность Пирожкова, заметная с 1902 года, привлекла внимание Зинаиды Гиппиус и Дмитрия Мережковского. Редакционная контора журнала «Новый путь» находилась при магазине «Литературная книжная лавка» Пирожкова.
С марта 1903 по июнь 1908 года Пирожков издал 22 наименования книг З. Н. Гиппиус и Д. С. Мережковского тиражом 86550 экземпляров. Пирожков издавал и продавал книги Николая Бердяева, Николая Минского, Василия Розанова. В его распоряжении как книгопродавца находились издания Петра Перцова, состоявшего редактором-издателем журнала «Новый путь». В рамках издательства научно-исторической литературы Пирожковым были изданы «Думы журналиста», «Очерки по истории русской цензуры и журналистики XIX столетия», «Эпоха цензурных реформ» Михаила Лемке. С 1904 по 1908 год Пирожков в сотрудничестве с Лемке (до 1906 года) издал 17 названий в 23 книгах серии «Исторический отдел», где опубликованы в том числе книги М. К. Лемке, Я. Буркгардта, Ч. Файфа, К. Каутского, Э. Ренана и др. Общий тираж серии составил 90 тыс. экземпляров.
С декабря 1905 года по март 1906 года издавал журнал «Полярная звезда» под редакцией Петра Струве. Статьи по проблемам современной философии, политики, культуры. Среди сотрудников были Н. А. Бердяев, С. Н. Булгаков, С. А. Котляревский, П. И. Новгородцев, М. И. Туган-Барановский. Прекращён цензурой.
Русско-Японская война снизила спрос на книги и осложнило финансовое положение издательства. Однако, Пирожков не прекращал производства научно-исторической литературы. В период с 1906 по 1907 год Пирожков выпустил трехтомник «Сочинения» М. Матерлинка и «Полное собрание стихотворений» Н. Минского. К 1908 году издательство практически перестало существовать, а Пирожков стал несостоятельным должником. В. В. Розанов в своем фельетоне «К истории одного книгопродавческого разорения» представил свою версию причины банкротства — печатание значительного тиража книг, не рассчитанного на массовый спрос. Разорению Пирожкова сопутствовали уголовные преследования. Ряд книг привлекли внимание цензуры, в частности «Белые зарницы» К. Д. Бальмонта, «Антихристианин» Ф. Ницше, «Смерть Павла I» А. Г. Брикнера и «Павел I» Д. С. Мережковского. 13 февраля состоялся процесс в Особом присутствии Петербургской судебной палаты, Пирожков был приговорен к 1 году крепости. Свидетельств о том, что он отбыл наказание, нет.
В 1910—1917 годах вышел ряд изданий при участии Пирожкова, в частности — 4 номера журнала «Математика» под редакцией Н. Н. Амплиева, под маркой "Издательство и книжный склад «Наука и жизнь» вышли книги Ж. Бертрана и Ж. Серре, «Радиоактивность» М. Кюри — все в переводе Пирожкова.
О последних годах жизни Пирожкова известно мало, 20 июня 1927 года на заседании Ленинградского общества библиофилов было объявлено о смерти Пирожкова. В книге «Потерянное поколение» его племянница Вера писала, что Пирожков умер в 1929 году в возрасте 62 лет.